# 個人資訊
個人資訊，又稱個人資料、個人可識別資訊（英語：personally identifiable information，PII），為可以用來辨識、聯絡、定位單一人士，或加上一些輔助資訊後達成前述目的的資訊；常用於信息安全及隱私權法。